# 木次站
木次站（日语：／ Kisuki eki */?）是位於島根縣雲南市木次町里方，屬於西日本旅客鐵道（JR西日本）木次線的車站。車站愛稱為「八岐大蛇」。此站是雲南市的代表車站，毎年春天會舉行小火車「奧出雲大蛇號」出發儀式。

## 歷史
- 1916年（大正5年）10月11日 - 簸上鐵道終點站啟用。
  - 當時車站地址為島根縣大原郡斐伊村里方。
- 1932年（昭和7年）12月18日 - 國有鐵道木次線此站至出雲三成站之間開通。
- 1934年（昭和9年）
  - 8月1日 - 簸上鐵道國有化，編入至木次線[1]。
  - 8月15日 - 省營自動車里熊線（木次站-三刀屋）開始提供服務[2]
- 1951年（昭和26年）4月1日 - 隨著木次町（日语：木次町）（第二次）成立，車站地址變為島根縣大原郡木次町里方。
- 1955年（昭和30年）3月3日 - 隨著雲南木次町（日语：木次町）成立，車站地址變為島根縣大原郡雲南木次町里方。
- 1957年（昭和32年）5月3日 - 隨著雲南木次町改名為木次町（第三次）成立，車站地址變為島根縣大原郡木次町里方。
- 1987年（昭和62年）4月1日 - 伴隨國鐵分割民營化，車站由西日本旅客鐵道（JR西日本）營運。
- 2004年（平成16年）11月1日 - 隨著雲南市成立，車站地址變為島根縣雲南市木次町里方。

## 車站構造

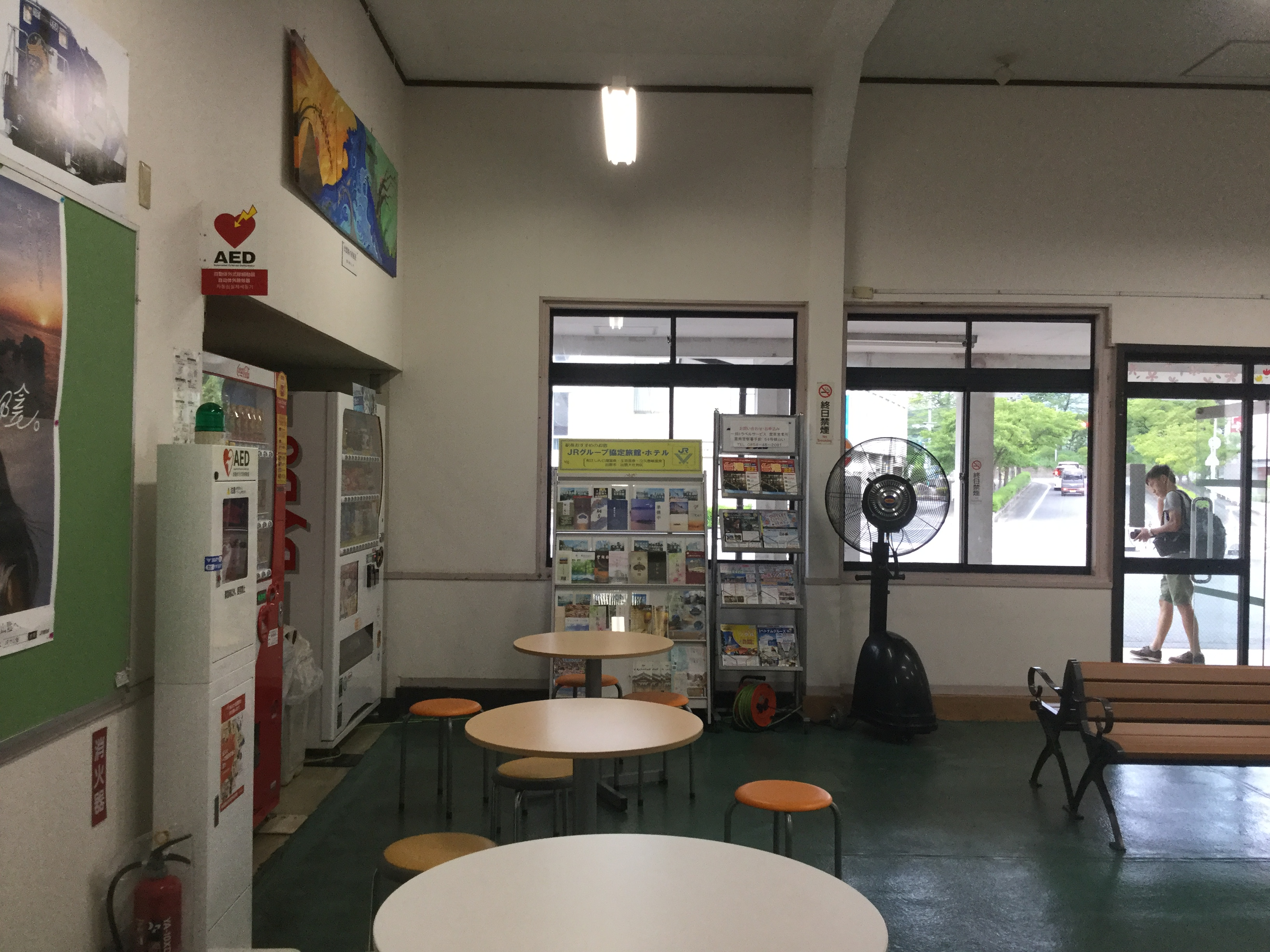
車站內部（2019年8月）

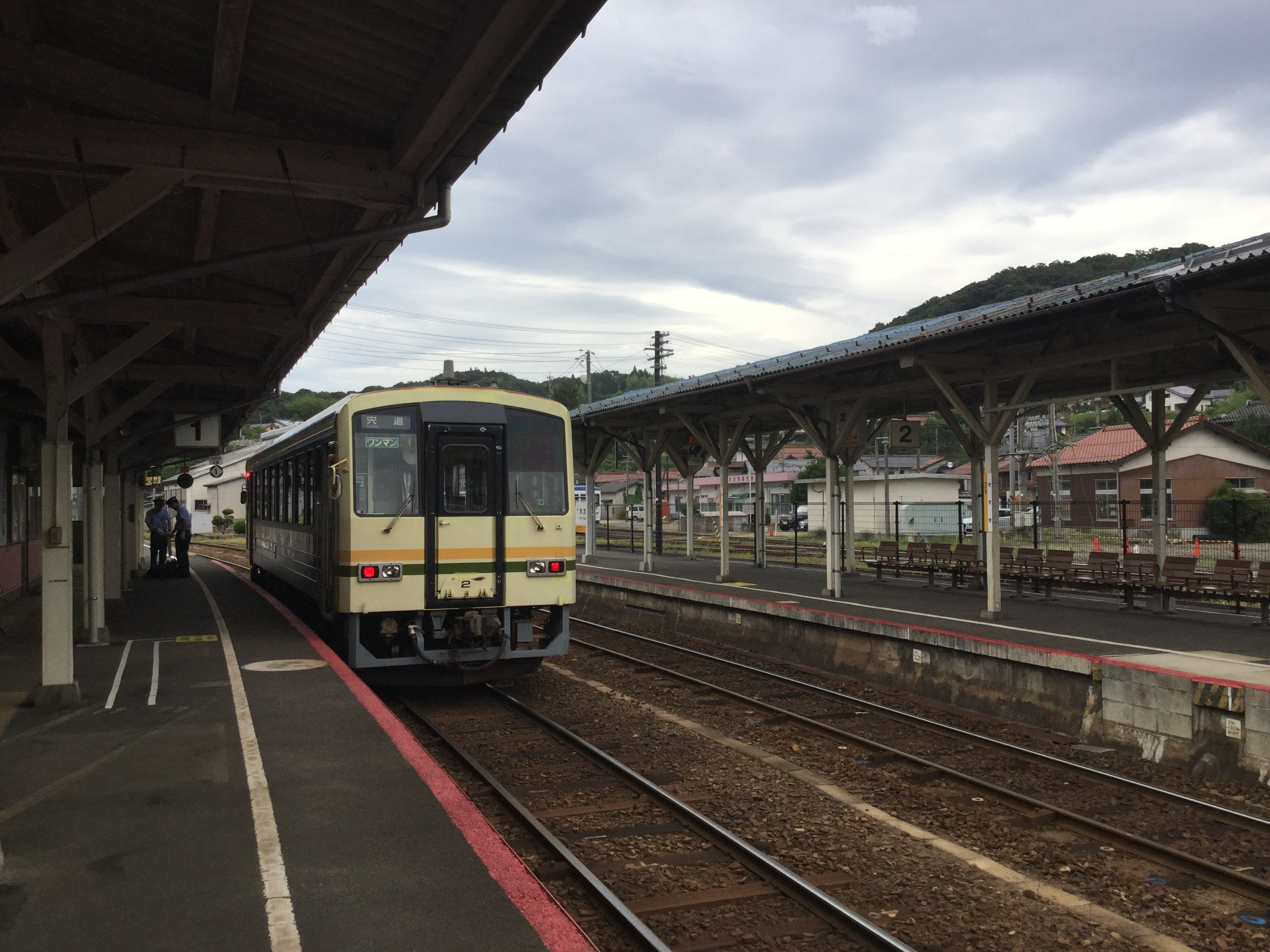
月台（2019年8月）

本站是地面車站，設有2面2線的相對式月台，可進行列車交會。站房位於1號月台，兩月台靠近備後落合一方設有站內平交道。此站原設有2面3線的月台（單式、島式月台），現時的2號月台原本是島式月台。2006年3號月台部分路軌撤走，3號月台同時停止使用。此站是由木次鐵道部管理的直營車站（為木次線中途車站中唯一的直營車站）。站內設有綠色窗口。

### 月台
| 月台 | 路線   | 上下行 | 方向                   | 備註            |
| ---- | ------ | ------ | ---------------------- | --------------- |
| 1    | 木次線 | 上行   | 宍道方向               | 部分使用2號月台 |
| 2    | 木次線 | 下行   | 出雲橫田、備後落合方向 |                 |

基本上首班、尾班列車會在此站進出車廠，而兩月台基本上只可單向進站與離站，因此月台設有方向性。但是，下行線2號月台可向宍道方向出發，以此為終點站的「奧出雲大蛇號」與其暫停服務時的代行列車（代行列車在第二個星期四暫停服務）的轉乘列車班次會在2號月台出發，該轉乘班次從此站出發前往宍道。
另外，此站設有夜間停泊班次。

## 車站周邊
- 雲南市政廳
- 木次郵局（日语：木次郵便局）
- 雲南市觀光協會
- Marcherises購物中心
- 斐伊川（日语：斐伊川）
- 斐伊川堤櫻花樹（日语：斐伊川堤防桜並木）

## 使用狀況
根據「島根縣統計書」，以下為近年一日平均乘車人次列表。在1994年度的一日平均乘車人次為225人，1984年度年度的一日平均乘車人次為323人。現時此站是繼出雲大東站後第二多人使用的車站（不計算轉乘站）。
| 乘車人次變化 | 乘車人次變化 |
| 年度         | 1日平均人次  |
| ------------ | ------------ |
| 1999         | 237          |
| 2000         | 252          |
| 2001         | 275          |
| 2002         | 227          |
| 2003         | 201          |
| 2004         | 188          |
| 2005         | 191          |
| 2006         | 180          |
| 2007         | 183          |
| 2008         | 182          |
| 2009         | 171          |
| 2010         | 171          |
| 2011         | 173          |
| 2012         | 172          |
| 2013         | 168          |
| 2014         | 149          |
| 2015         | 146          |
| 2016         | 145          |
| 2017         | 149          |
| 2018         | 150          |

## 相鄰車站
西日本旅客鐵道
 木次線
南大東－木次－日登

## 注腳
1. ↑  「鉄道省告示第337号」《官報》1934年7月28日（國立國會圖書館數碼化收購）
2. ↑  「鉄道省告示第370号」《官報》1934年8月13日（國立國會圖書館數碼化收購）
3. ↑  島根縣統計書

## 外部連結
- 木次｜車站資訊：JR出門網 - 西日本旅客鐵道（日語）